# Секу Олисе
Секу Олисе е либерийски футболист с нигерийски корени. Той първоначално играе като нападател, но по време на престоя си в ЦСКА Москва Леонид Слуцкий го преквалифицира в десен халф. Секу е роден в Либерия, а родителите му са нигерийски емигранти.

## Кариера
Секу започва кариерата си в Ибидей. Треньорът, Чърчил Олисе взима младежа под своя закрила го осиновява. През 2006 преминава в датския Митюлан. Там за 3 години изиграва 6 мача. През 2009 талантливият африканец е взет под наем от ЦСКА Москва. Дебютира срещу Кубан Краснодар, като 4 минути след появяването си на терена вкарва и гол. След края на наема, Олисе подписва договор за 5 сезона с „армейците“. През август 2010 получава повиквателна в отбора на Либерия. Дебютира за Либерия срещу Зимбабве, като отбелязва и гол. На 20 септември 2010 се разписва срещу Сибир Новосибирск. Сезон 2011 не е много успешен за Секу, след като той много рядко попада в стартовия състав. Изиграва 25 мача, но не се разписва нито веднъж. В 2012 също не успява да вкара попадение, а конкуренцията на поста му е усилена с Ахмед Муса.
В началото на 2013 преминава в ПАОК под наем. Изиграва 23 мача и отбелязва 4 гола. От юли 2014 г. играе под наем в Кубан Краснодар. През лятото на 2015 г. е освободен от ЦСКА Москва.

## Любопитно
Чичо му, Сандей Олисе е бивш футболист, защитник. Играл е за нигерийския национален отбор.
Секу може да свири на тарамбука, като го демонстрира на сватбата на съотборника си Алан Дзагоев